# Angela Williamsová
Angela Williamsová (* 30. ledna 1980 Bellflower, Kalifornie) je americká atletka, sprinterka, halová mistryně světa v běhu na 60 metrů.

## Kariéra
První výrazný úspěch zaznamenala v roce 1995 na Panamerickém juniorském šampionátu v Santiago de Chile, kde získala stříbrnou medaili v běhu na 100 metrů. Ve finále byla tehdy rychlejší jen o téměř čtyři roky starší Debbie Fergusonová z Baham. V roce 1997 na stejném šampionátu v Havaně získala dvě zlaté medaile (100 m, 4×100 m). O rok později si doběhla na juniorském mistrovství světa ve francouzském Annecy pro stříbro v běhu na 100 metrů a pro zlato ve štafetě na 4×100 metrů. V roce 1999 vybojovala dvě zlaté medaile (100 m, 4×100 m) na světové letní univerziádě v Palma de Mallorca.
Na halovém MS v Lisabonu 2001 získala stříbrnou medaili v běhu na 60 metrů, když nestačila jen na Chandru Sturrupovou z Baham. O dva roky později obhájila stříbro na halovém MS v Birminghamu. Dne 7. března 2008 se stala ve Valencii halovou mistryní světa.
Dvě stříbrné medaile v běhu na 100 metrů získala na Panamerických hrách (Winnipeg 1999, Santo Domingo 2003). Reprezentovala na letních olympijských hrách v Athénách 2004 a v Pekingu 2008. 26. února 2009 se zúčastnila mítinku světových rekordmanů, který se konal v pražské O2 Areně. Ve finále skončila na druhém místě (7,27 s) za Carmelitou Jeterovou.